# Brugmansia arborea
Brugmansia arborea, có tên Borrachero ở Colombia, là loài thực vật có hoa trong họ Cà. Loài này được (L.) Steud. mô tả khoa học đầu tiên năm 1840.